# Giuseppe et Giovanni Battista Gugliermina
Pas d'image ? Cliquez ici
Giuseppe Gugliermina (né le 28 octobre 1872 à Bourg-Sésia et mort le 2 mai 1960 à Pegli) et Giovanni Battista Gugliermina (né le 3 août 1874 à Bourg-Sésia et mort le 17 mai 1962) sont deux frères et alpinistes italiens. Figures de l'alpinisme sans guide, ils réalisent de nombreuses premières dans le massif du Mont-Rose et dans le massif du Mont-Blanc.

## Biographie
Giuseppe Gugliermina et son frère cadet Giovanni Battista naissent en 1872 et 1874 à Bourg-Sésia dans le Piémont. Dès l'âge de quinze ans, Giuseppe Gugliermina fait l'ascension des montagnes du Val Sesia où il vit. Avec son frère Giovanni Battista, il commence alors la recherche de nouveaux itinéraires pour atteindre les sommets, nouveaux itinéraires qu'ils rechercherons ensuite tout au long de leur vie d'alpinistes, que ce soit dans le massif du Mont-Rose ou dans le massif du Mont-Blanc. Tandis que Giovanni Battista tient un magasin de papeterie, d'imprimerie et de photographie à Bourg-Sésia, Giuseppe travaille d'abord dix ans à Milan puis retourne à Bourg-Sésia où il gère une usine. C'est pendant leurs vacances qu'ils réalisent leurs principales ascensions : ensemble, ils défendent l'alpinisme sans guide, souvent accompagné dans leurs ascensions par Giuseppe Lampugnani ou Francesco Ravelli.
Les frères Gugliermina sont parmi les derniers représentant de l'alpinisme d'exploration. Au cours de leurs ascensions, les frères Gugliermina transportent un lourd appareil photo qui leur permet de réaliser de nombreuses photos de montagnes, partageant leur passion pour la photographie avec Francesco Ravelli. Giuseppe Gugliermina a écrit plusieurs livres, des récits d'alpinisme et des guides des itinéraire du massif du Mont-Rose et a notamment publié avec son frère Giovanni Battista et leur compagnon de cordée Giuseppe Lampugnani Vette, un livre sur les ascensions dans les massifs du Mont-Rose et du Mont-Blanc.
En 1904, Giovanni Battista Gugliermina est l'un des fondateurs du Club alpin académique italien. Les frères Gugliermina étaient membres d'honneur du Club alpin italien, membre du Club alpin britannique et membre du Groupe de haute montagne dès sa création en 1919.

## Principales ascensions
- 1900 : premières ascension de l'arête Est du Fletschhorn[2],[4]
- 1901 : le mont Blanc par l'arête du Brouillard en réalisant la première ascension de la pointe Louis Amédée[4]
- 1904 : première ascension du versant Nant Blanc de l'aiguille Verte (massif du Mont-Blanc)[2],[4]
- 1906 : première ascension de la Pointe Parrot par le versant Valsesia (massif du Mont-Rose)[2]
- 1906 : première ascension de Cervin par l'arête Sud du pic Tyndall[2]
- 1908 : première ascension de la Pointe Giordani par l'arête Nord-Est (massif du Mont-Rose)[2]
- 1914 : première ascension de la pointe Gugliermina sur l'arête de Peuterey (massif du Mont-Blanc)[2],[4]
- 1919 : première ascension du Lyskamm oriental par le versant Sud-Ouest [2]
- 1921 : deuxième ascension du mont Blanc par l'arête de l'Innominata par une nouvelle variante[2],[4]

## Œuvres
- Giovanni Battista Gugliermina, Giuseppe Gugliermina et Giuseppe Lampugnani, (it) Vette : ricordi di esplorazioni e nuove ascensioni sulle Alpi, nei gruppi del Monte Rosa, del Cervino e del Monte Bianco dal 1896 al 1921, Club alpin italien - Section de Varallo, 1927

## Hommage
La pointe Gugliermina sur l'arête de Peuterey (massif du Mont-Blanc) a pris le nom des deux frères qui en furent les premiers ascensionnistes. Le nom des frères Gugliermina a été également été donné à un refuge (it) sur le versant Val Sesia du mont Rose.